# Метод на Хаймлих
Методът на Хаймлих е медицинска процедура за спешна медицинска помощ, използвана при обструкции на горните дихателни пътища, т.е. задавяне с чужди тела. Методът е наречен по името на д-р Хенри Хаймлих, който го описва за първи път през 1974 година. Извършването на манипулацията изисква помощникът да застане зад пациента и да използва ръцете си да упражни натиск върху долния край на диафрагмата му. Това притиска дробовете и образува налягане върху предмета, заседнал в трахеята, евентуално изхвърляйки го през гърлото.
Повечето съвременни протоколи за спешна помощ, включително тези на Американската сърдечна асоциация, Американския Червен кръст и Европейския съвет по реанимация, препоръчват няколко етапа на интервенция при дихателни обструкции, градирани така че да прилагат все повече налягане. Повечето протоколи препоръчват пациента да кашля, последвано от силни потупвания по гърба, и едва като последна мярка Метода на Хаймлих. На някои места се препоръчва методът да се редува с потупвания по гърба.